# Roz Kirby
Rosalind Kirby, más conocida como Roz Kirby y nacida como Rosalind Goldstein (Brooklyn, 25 de septiembre de 1922 a 22 de diciembre de 1998), fue una entintadora de cómic estadounidense.

## Biografía
Kirby nació el 25 de septiembre de 1922 en Brooklyn bajo el nombre de Rosalind Goldstein, hija de un sastre y una modista, y desarrolló asma a partir de los 8 años.
Tras graduarse en el instituto consiguió su primer trabajo remunerado como diseñadora de lencería. En 1940, tras mudarse junto con su familia a una nueva residencia, conoció por primera vez a Jack Kirby, quien le introdujo al mundo del cómic y la ilustración, mostrándole sus grabados del Capitán América y su colección de cómics.
Kirby finalmente falleció el 22 de diciembre de 1998. Mark Evanier le dedicó una eulogía.

## Carrera
Kirby fue un pilar fundamental en la carrera de Jack Kirby, no sólo trabajando junto a él en distintos títulos como su entintadora, sino también negociando en su nombre con ejecutivos editoriales. Era homenajeada públicamente en la Comic-Con de San Diego, y tras la muerte de Jack Kirby en 1994 siguió manteniendo el contacto con los fans y el mundo del cómic.
Gracias a su legado recopilando documentos, imágenes y vídeos inéditos sobre Jack Kirby almacenados en el Rosalind Kirby Family Trust y a las colaboración del Jack Kirby Museum and Research Center, ha salido adelante un documental sobre las contribuciones de la pareja llamado Kirbyvision, anunciado en 2025.
En 2010, los herederos de la familia Kirby presentaron una demanda contra Marvel y Disney para reclamar la terminación de derechos de autor sobre decenas de personajes. El caso giró en torno a si el trabajo de Jack Kirby debía considerarse independiente o bajo la modalidad de freelance. La disputa terminó finalizándose fuera de juicio. Marvel mantenía los derechos sobre los personajes y la familia Kirby recibiría una compensación económica por ello.

## Vida personal
Roz se casó con el ilustrador y artista cómics Jack Kirby el 23 de mayo de 1942 y tuvo con él un total de tres hijos, Susan, Neil y Lisa.

## Obras

### DC Comics
- Showcase #6-7 (febrero y abril de 1957)
- World's Finest #96-99, #187 y #197 (septiembre de 1958 a febrero de 1959, septiembre de 1969 y noviembre de 1970)
- Adventure Comics #250-256 (julio de 1958 a febrero de 1959)
- Challengers of the Unknown #3-4 (septiembre de 1958 a noviembre de 1958)
- Action Comics #449 (22 de abril de 1975)
- Super-Team Family #9 (marzo de 1977)
- DC Special Series #23 (febrero de 1981)
- DC Special Blue Ribbon Digest #9 y #23 (mayo de 1981 y julio de 1982)

### Marvel Comics
- Yellow Claw #2-3 (14 de agosto a 12 de octubre de 1956)

## Impacto
Más allá de su labor como entintadora para títulos de editoriales como Marvel Comics y DC Comics, Roz sirvió de inspiración a su esposo, el ilustrador y guionista Jack Kirby, para crear a Big Barda, quien terminaría por convertirse en una de las heroínas más reconocidas del universo DC.